# Kirche des Erzengels Michael (Jagodina)

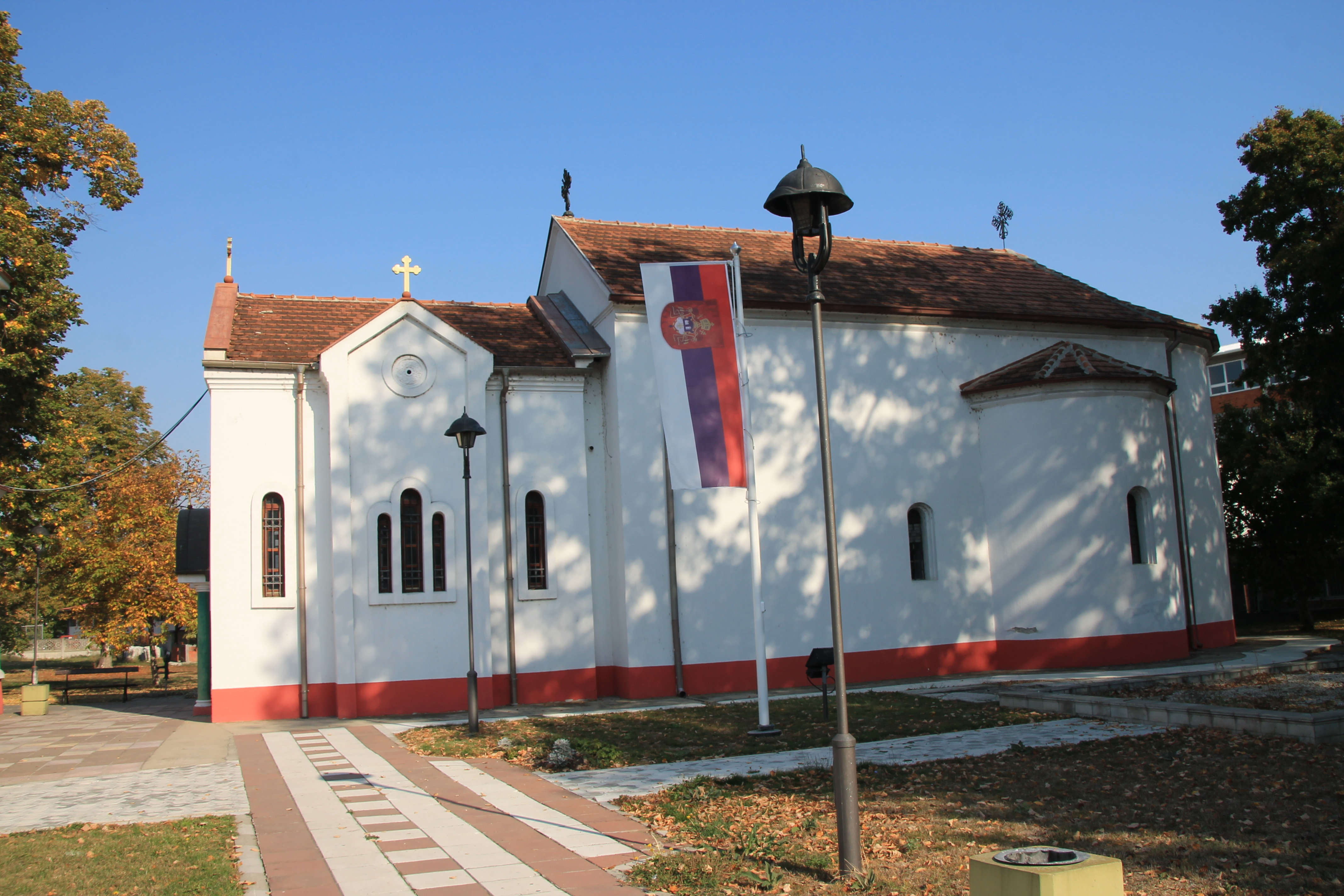
Die Kirche Hl. Erzengel Michael

Die Kirche Hl. Erzengel Michael (serbisch: Црква Светог архангела Михаила, Crkva Svetog arhangela Mihaila), auch als Stara Crkva („Die alte Kirche“) bekannt, ist eine serbisch-orthodoxe Kirche in der Stadt Jagodina in Serbien.
Die Kirche ist dem Hl. Erzengel Michael geweiht und wurde von 1818 bis 1824 erbaut. Sie ist die Pfarrkirche der Pfarreien I bis III der Kirchengemeinde Jagodinska stara crkva im Dekanat Belič der Eparchie Šumadija der Serbisch-orthodoxen Kirche.

## Geschichte

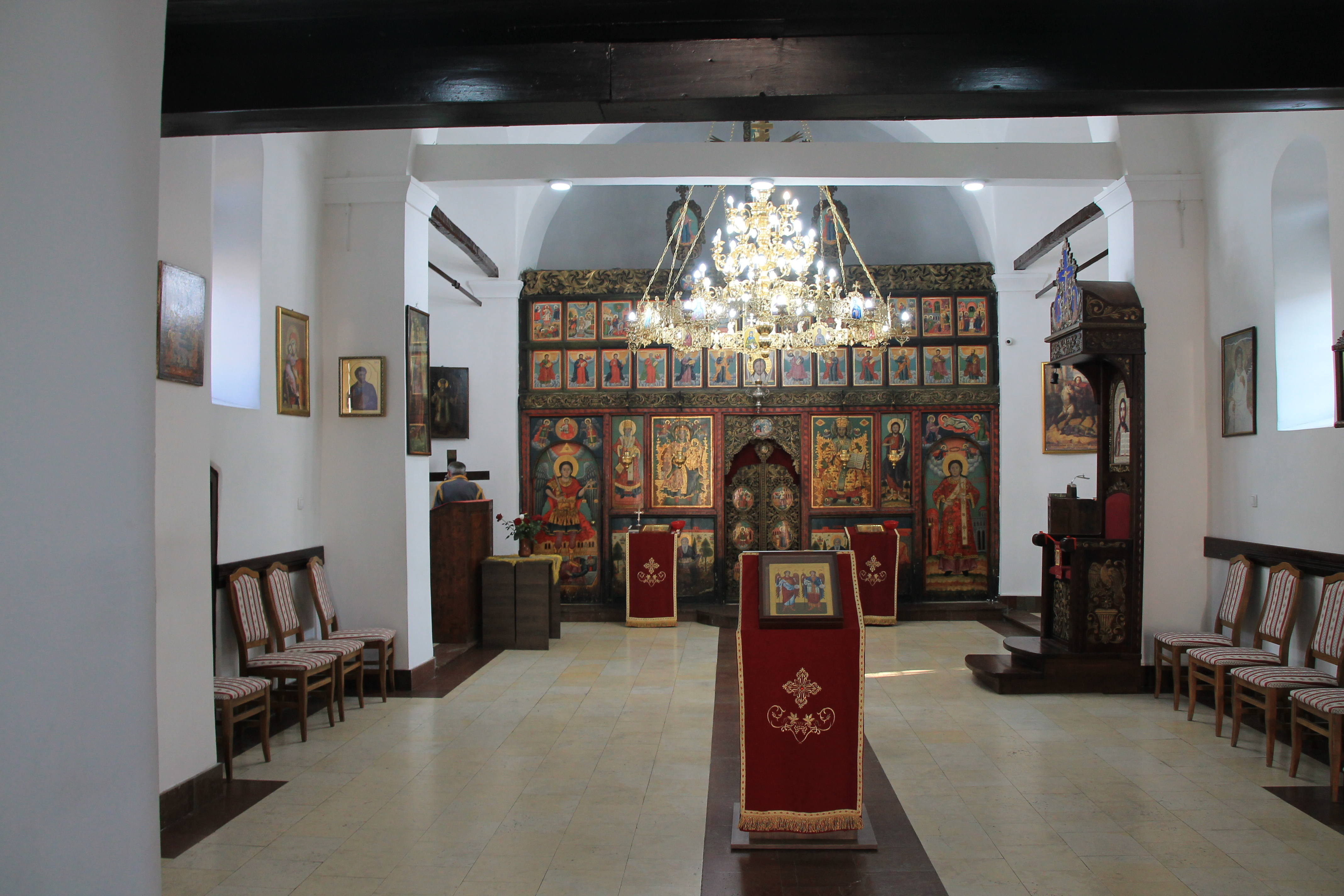
Die Ikonostase der Kirche

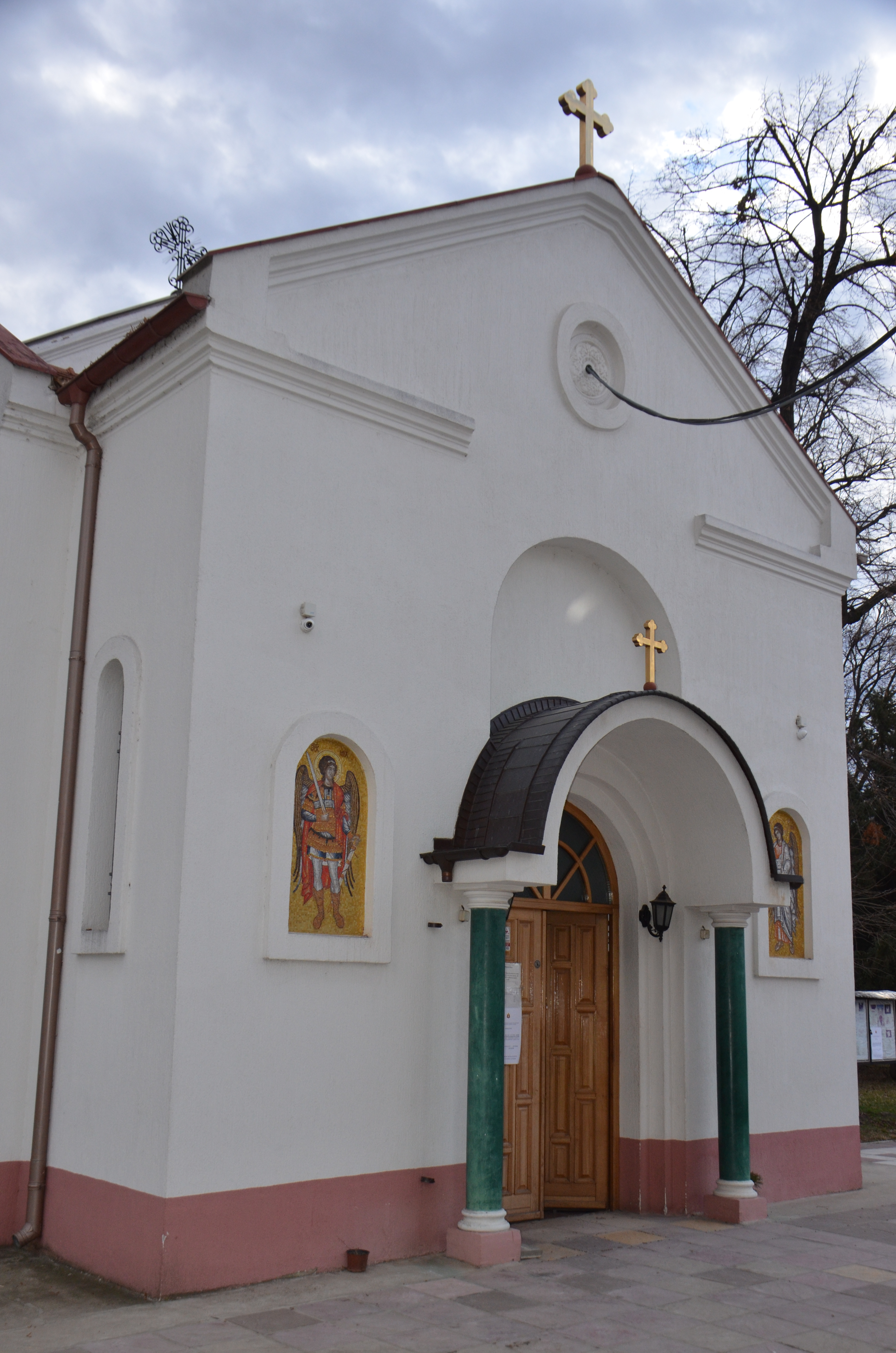
Haupteingang der Kirche mit Eingangsportal

Ktitor der Kirche war der serbische Fürst und spätere Monarch Miloš Obrenović. Mit dem Kirchenbau begann man 1818, als die Stadt Jagodina noch zum Osmanischen Reich gehörte, vor diesem Kirchenbau stand in Jagodina keine Kirche mehr. Die Kirche wurde 1824 fertiggestellt. Die Kirche hat eine Ikonostase aus dem Jahr 1822. Die Ikonen sind Werke von Janja Moler und seinen Mitarbeitern. Die Kirche besitzt zahlreiche wertvolle Liturgiegegenstände, wie ein Kelch aus Silber aus dem Jahre 1879. Auch ein Antimension (75 cm × 64 cm) aus wertvollen Leinentuch und eine große Anzahl an Ikonen gehören zu den Kirchenschätzen.
Anfangs hatte die Kirche keinen Glockenturm, da die Verwendung von Glocken in Kirchen zu dieser Zeit verboten war. Nach 1830 als gewisse Freiheiten für die christliche Bevölkerung erlaubt wurde, ließ Fürst Obrenović einen Glockenturm erbauen.
Am 5. Juni 1970 im damaligen Jugoslawien wurde die Kirche als Kulturdenkmal eingetragen.

## Architektur
Das Kirchengebäude ist mit 17,60 m Länge und 8,30 m Breite vergleichsweise klein gehalten. Die Höhe der Kirche beträgt etwa 10 m. Der Grundriss hat die Form eines Kreuzes, das den Chor in der kurzen Strecke der Längsachse beherbergt. Die einschiffige Kirche ist in der Form eines Trikonchos konzipiert mit bescheidener Dimension und einer einfachen Außenfassade ohne besondere Dekorationen und ist von außen und innen verputzt. Sie ist eine der am besten erhaltenen Kirchen aus der Zeit des Miloš Obrenović und hat kaum  von ihrer ursprünglichen Authentizität verloren.
In eine ursprünglich über dem Eingang angebrachte rote Marmorplatte wurden unter anderem Informationen zur Geschichte des Baus eingraviert, die später auch als wichtige Quelle für das Geburtsjahr des Monarchen Miloš Obrenović dienten. Die Platte war an ihrem ursprünglichen Platz allerdings der Witterung zu sehr ausgesetzt, sodass sie heute am Altar im Inneren der Kirche angebracht ist.